# أليساندرو دا سيلفا
أليساندرو دا سيلفا هو لاعب كرة قدم برازيلي في مركز الوسط، ولد في 7 نوفمبر 1970 في ساو باولو في البرازيل. لعب مع آينتراخت براونشفايغ وآينتراخت فرانكفورت وبادربورن 07 وفالدهوف مانهايم.

## وصلات خارجية
- أليساندرو دا سيلفا على موقع قاعدة بيانات كرة القدم.إي يو (الإنجليزية)
- أليساندرو دا سيلفا على موقع بيانات كرة القدم. دي إي (الألمانية)
- أليساندرو دا سيلفا على موقع عالم كرة القدم.نت (الإنجليزية)